# Chaetocoelopa
Chaetocoelopa (лат.) — род двукрылых из семейства целопиды.

## Описание
Голова немного удлиненная. Щёки спереди вытянуты и покрыты щетинками или шипиками. Лицо сильно вогнутое и немного сужено внизу. Лицевой бугорок блестящий. Наружная спинная щетинка на первом членике усиков заметно увеличена и изогнута (у близкого рода Coelopina она не увеличена). Щупики среднего размера. Грудь очень удлинённая и сверху сильно выпуклая. Щиток удлинен, с округлой вершиной (у Coelopina он округлый). Бедра с крепкими шипами, более крупные у самцов. У самок голени задних ног с одной передней предвершинной щетинкой (у самцов обычно отсутствует). У обоих полов имеется две вершинные шпоры на вентральной поверхности. У самцов 2-4 тергиты брюшка с крупными шипами. У самок тергиты без шипов или колючих волосков.

## Биология
Личинки питаются водорослями, выброшенными на пляж. Имаго в зимнее время собираются в больших количествах нижней поверхности нависающих скал вблизи уровня воды. В пупариях Chaetocoelopa паразитируют наездники Antarctopria coelopae из семейства Diapriidae.

## Классификация
Наиболее близким родом является Coelopina, отличается расположением волосков и щетинок на первом членике усиков и формой щитка. В состав рода включают два вида.
- Chaetocoelopa littoralis (Hutton, 1881)
- Chaetocoelopa sydneyensis (Schiner, 1868)

## Распространение
Представители рода встречаются в Австралии и Новой Зеландии.